# Podleśna (województwo śląskie)
Podleśna – wieś w Polsce położona w województwie śląskim, w powiecie zawierciańskim, w północno-wschodnich granicach gminy Pilica. Nazwa typu etnograficznego, oznaczająca ludzi mieszkających pod lasem. Przysiółek wsi: Ostra Góra.
W latach 1975–1998 miejscowość położona była w województwie katowickim.

## Historia
Miejscowość została utworzona rozporządzeniem starosty kieleckiego 7 sierpnia 1937 r., odłączając ją od Dobrakowa. Nigdy wcześniej nie była wzmiankowana.